# Tadeusz Wolański
Tadeusz Wolański (17. října 1785 Šiauliai– 16. února 1865 Ryńsk) byl polský archeolog, slovanofil, autor hypotézy o slovanském původu Etrusků.

## Myšlenky
Tadeusz Wolański se zabýval archeologickými vykopávkami v Evropě a Severní Africe. Předpokládal, že v 7. - 4. století př. n. l. existovaly obchodní vztahy mezi starověkým Egyptem a Slovany.
Pomocí slovanských jazyků se snažil rozšifroval etruské nápisy. Ačkoliv dnes se odborníci shodují na tom, že etruština byla jazykem nejen neslovanským, nýbrž i neindoevropským, a Wolańského hypotézy se tedy staly neudržitelnými, Wolański vzbudil ve své době značný zájem o archeologii a zasadil se tak o její rozvoj v Polsku.
V současnosti navazuje na Wolańského odkaz kontroverzní ruský badatel Valerij Čudinov, který předpokládá, že Slované osídlovali Evropu už v dávné minulosti. Tato tvrzení, popírající současné znalosti historie, archeologie a jazykovědy, však odborníci odmítají jako nepodložená a scestná.

## Dílo
- Wolański Tadeusz. Wyjaśnienie znaczenia napisów na etruskich pomnikach, 1846.